# Sigatoka River
Sigatoka River är ett vattendrag i Fiji.   Det ligger i divisionen Västra divisionen, i den västra delen av landet, 100 km väster om huvudstaden Suva.